# Ilhas Marshall nos Jogos Olímpicos de Verão da Juventude de 2010
As Ilhas Marshall participaram nos Jogos Olímpicos de Verão da Juventude de 2010 em Singapura. A delegação desta pequena nação da Micronésia foi composta de quatro atletas que competiram em dois esportes.

## Halterofilismo
| Evento              | Atleta       | Peso corporal (kg) | Arranque (kg) | Arranque (kg) | Arranque (kg) | Arranque (kg) | Arremesso (kg) | Arremesso (kg) | Arremesso (kg) | Arremesso (kg) | Total (kg) | Pos. final |
| Evento              | Atleta       | Peso corporal (kg) | 1             | 2             | 3             | Res.          | 1              | 2              | 3              | Res.           | Total (kg) | Pos. final |
| ------------------- | ------------ | ------------------ | ------------- | ------------- | ------------- | ------------- | -------------- | -------------- | -------------- | -------------- | ---------- | ---------- |
| Até 56 kg masculino | Amon Shiro   | 53,57              | 45            | 55            | 60            | 55            | 55             | 65             | 65             | 65             | 120        | 11º        |
| Até 53 kg feminino  | Lomina Tibon | 52,26              | 25            | 30            | 30            | 30            | 35             | 45             | 45             | 35             | 65         | 8º         |

## Natação
| Evento               | Atleta         | Qualificação | Qualificação | Final       | Final   |
| Evento               | Atleta         | Resultado    | Posição      | Resultado   | Posição |
| -------------------- | -------------- | ------------ | ------------ | ----------- | ------- |
| 50 m livre masculino | Giordan Harris | 28.43        | 41º (4º q2)  | Não avançou |         |
| 50 m livre feminino  | Hagar Kabua    | 33.82        | 57º (6º q3)  | Não avançou |         |